# Phyllonorycter triflorella
Phyllonorycter triflorella is een vlinder uit de familie mineermotten (Gracillariidae). De wetenschappelijke naam is voor het eerst geldig gepubliceerd in 1872 door Peyerimhoff.
De soort komt voor in Europa.